# Chamelaucium brevifolium
Chamelaucium brevifolium är en myrtenväxtart som beskrevs av George Bentham. Chamelaucium brevifolium ingår i släktet Chamelaucium och familjen myrtenväxter. Inga underarter finns listade i Catalogue of Life.